# Alundra
The Adventures of Alundra, comúnmente conocido como Alundra (アランドラ Arandora?), es un videojuego, de aventuras, lanzado para PlayStation en el año 1997 en Japón y Estados Unidos y en 1998 en Europa. Fue desarrollado por Matrix Software y editado por Psygnosis. Obtuvo una acogida a priori polémica debido a su gran similitud con la famosa y mediática saga de videojuegos The Legend of Zelda (fue bautizado como El Zelda moderno por la PlayStation Magazine en el número 19). Alundra, el protagonista, realiza un viaje para salvar a la aldea de Inoa de las garras del malvado Melzas, que penetra en las mentes de las personas mientras éstas duermen. Combinando la aventura gráfica y el arcade, consta de mucha acción y puzles complicados. El inicio se desarrolla en un barco, camino de Inoa, y en ella hay que hallar pistas preguntando y buscando por el mismo. Luego se van atravesando distintas aldeas o viviendas y se interactúa con varios personajes. Más adelante, se descubre que Alundra es un "viajero de sueños". Los aspectos inmediatos que remiten a esta saga serían unos gráficos en 2D muy similares, así como su protagonista y el sistema de juego, armas y objetos. Sin embargo, sorprendió al público por reinventar convenciones clásicas de dicha saga pero aportando elementos únicos y originales que hacían de este videojuego una apuesta muy innovadora. Así pues, lejos de quedarse en mero plagio, cosechó notable éxito y tuvo buenas ventas en sus años posteriores al lanzamiento. Las principales bazas que catapultaron el videojuego a una relativa fama fueron su argumento profundo, oscuro y desgarrador; sus acertijos, pruebas y enigmas de gran dificultad que suponían un reto a la/el jugador/a y una jugabilidad sencilla pero efectista. Por último, posee una banda sonora compuesta por Kohei Tanaka digna de mención y una magnífica traducción al español con un lenguaje literario muy trabajado.
La versión de la PlayStation Store europea está en inglés y si contiene el castellano.

## Recepción
Alundra fue bien recibido después de su lanzamiento. El juego había vendido 143.114 copias en Japón a fines de 1997. Tras su lanzamiento en Norteamérica, Working Designs vendió más de 100.000 copias del juego en Norteamérica en un solo mes a principios de 1998.
Tras el lanzamiento, el juego recibió elogios unánimes de los críticos. Actualmente tiene puntajes promedio de 86 de 100 en la página Metacritic sobre la base de 9 críticas, convirtiéndose en el sexto título de PlayStation más valorado de 1997, y el 85.4% en GameRankings basado en 13 reseñas, por lo que es el título de acción y aventura mejor valorado de 1997.
En enero de 1998, IGN declaró: "Nunca he sido tan probado y desafiado desde el viejo título de aventura de Genesis, LandStalker. Y Climax ha hecho que Alundra sea el doble de difícil, el doble de desafiante y el doble de su contraparte de LandStalker". La revisión además afirma que tiene "una historia realmente genial", "buena música y gráficos que se adaptan totalmente al juego" y concluye que "este juego es increíble". Electronic Gaming Monthly y GamePro seleccionaron a Alundra como la finalista de los premios al mejor juego del año de 1997, quedando en segundo lugar después de Final Fantasy VII.
En 2009, de Desradtoid Conrad Zimmerman describió a Alundra como un videojuego "fresco e innovador" y "uno de los mejores ejemplos de juegos de acción/rol". En particular, lo elogió por presentar "una trama como nunca antes había visto en el género", la fuerte "escritura y caracterizaciones" y los "ingeniosos y desafiantes rompecabezas". En cuanto al lanzamiento de PSN, Julián Montoya de Platform Nation dijo que el juego "es muy divertido y definitivamente vale la pena jugarlo "y que es una aventura "larga, divertida, dura, medianamente madura y llena de personalidad". También señala que es un "RPG de acción con mucho cariño", afirma que los rompecabezas son "extremadamente" desafiantes y elogia la "historia absorbente" por ser "sorprendentemente maduro y oscuro" al tocar "temas complejos como el destino, la religión y la muerte". y la esencia de la existencia humana". Concluyó que "algunos se refieren a él como un clásico y realmente lo creo".
En 2010, George Reith de Gaming Bolt lo describió como uno de los "Juegos increíbles, que el tiempo olvidó", afirmando que aunque parecía "más Zelda que muchos, juegos de Zelda", tenía "acertijos diabólicos" y una versión más adulta. Un tono, que combina una "estética visual brillante" con una historia más oscura que está "llena de temas morbosos" como la depresión clínica y no "teme matar al extraño personaje que escucha y ahí", dándole "tensión que otros juegos de rol "carecían. También elogió el diseño de los niveles, con mazmorras "bien hechas" que requieren pensar "fuera de la caja" y la mecánica de "caminar soñado" para dar a los "niveles un giro único" basado en la personalidad y los rasgos del soñador ", agregó. "variedad en los lugares del juego" y brindando información sobre los personajes, pero notó que esto estaba equilibrado por un extenso mundo supremo "lleno de secretos y misiones secundarias", con "la misma cantidad de mazmorras dentro y fuera" de los sueños.

## Secuela
Mientras que Alundra 2: A New Legend Begins tiene el mismo nombre que Alundra, este es solo un sucesor espiritual del juego, sin vínculos directos con el juego original.